# くにさき (輸送艦)
くにさき（英語: JS Kunisaki, LST-4003）は、海上自衛隊の輸送艦。おおすみ型輸送艦 (2代)の3番艦。艦名は国東半島に由来する。

## 艦歴

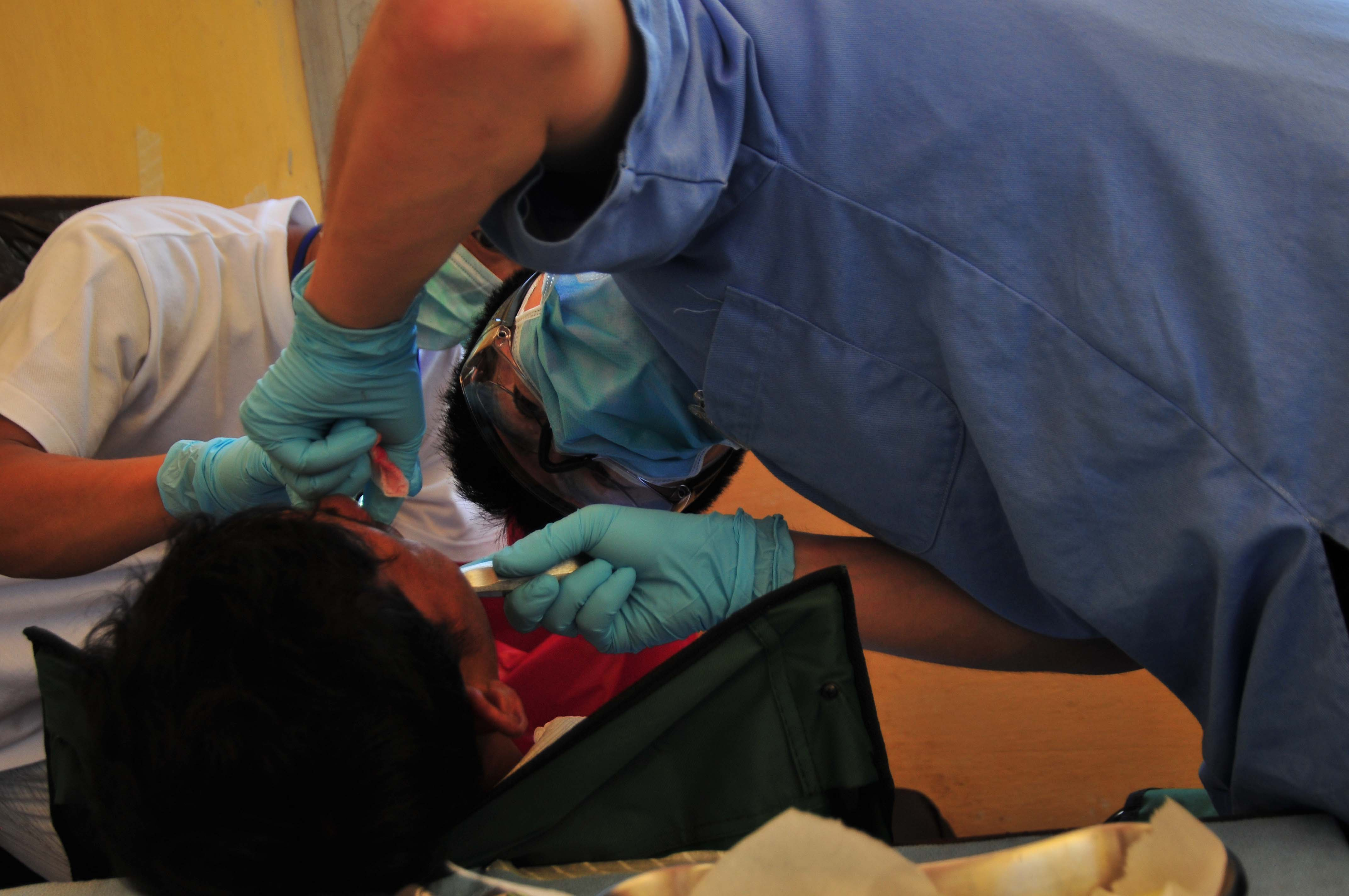
シハヌークビルにて、カンボジア児童を診察する「くにさき」の衛生科隊員

「くにさき」は、中期防衛力整備計画に基づく平成11年度計画8,900トン型輸送艦4113号艦として、日立造船舞鶴工場で2000年（平成12年）9月7日に起工され、2001年（平成13年）12月13日に進水、2003年（平成15年）2月26日に就役し、自衛艦隊第1輸送隊に編入され呉に配備された。
2004年12月26日に発生したスマトラ沖地震の被災地援助の為、国際緊急援助隊派遣法に基づき護衛艦「くらま」、補給艦「ときわ」とともに派遣された。援助物資のほか、CH-47JAヘリコプター3機、UH-60JAヘリコプター2機を輸送し、海上基地としても利用された。
2006年4月3日、第1輸送隊が護衛艦隊隷下に編成替え。
2010年1月26日から1月28日、輸送艦「おおすみ」、米海軍揚陸艦「トーテュガ」と共に、佐世保港と九州西方海域で輸送特別訓練を実施した。
同年5月23日、6月にカンボジアおよびベトナムにて行われるアメリカ太平洋軍主催の医療・文化活動「パシフィック・パートナーシップ2010」に参加するため呉から出航。6月28日にカンボジアのシアヌークビルで活動を終了、7月1日にシンガポールで補給の後、7月15日に呉に帰港。
2011年3月11日に発生した東日本大震災の災害派遣に参加。発災時には年次検査のため呉にいたが、同日中に完工させて深夜までに広島県災害派遣医療チーム（DMAT）を乗せ被災地に向かい、3月13日に横須賀に入港して災派部隊に加わり、救援物資を積み込んだ。3月14日、横須賀を出港して石巻湾に向かった。
同年7月、映画『聯合艦隊司令長官 山本五十六』の撮影に使用された。
2014年5月29日、「パシフィック・パートナーシップ2014」に参加するため横須賀を出港、ベトナム、カンボジア及びフィリピンにおいて医療活動、文化交流等を行い7月24日、呉に帰港した。
2015年8月18日から9月9日まで米国において実施される統合訓練「ドーンブリッツ15」に掃海隊群司令指揮の下、護衛艦「ひゅうが」、護衛艦「あしがら」とともに参加し、水陸両用戦訓練を実施。
2016年7月1日、第1輸送隊が掃海隊群隷下に編成替え。
同年9月3日から9日までの間、タイで実施されるADMMプラス人道支援・災害救援及び防衛医学実動演習（AM-HEx2016）に参加する。
2017年5月5日から佐世保に寄港したフランス海軍強襲揚陸艦「ミストラル」と日本周辺海域で共同訓練を実施する。
2019年1月11日及び12日、九州西方海域において米海軍強襲揚陸艦「ワスプ」、ドック型揚陸艦「グリーン・ベイ」ほか、艦艇数隻と共同巡航訓練を実施した。
同年6月3日から8月21日にかけて豪州クイーンズランド州ショールウォーターベイ演習場及び同周辺海域において実施される米軍との実動訓練（タリスマン・セイバー19）に掃海隊群司令の指揮により参加する。海自からは他に護衛艦「いせ」、陸上自衛隊からは水陸機動団及び第1ヘリコプター団が参加し、日米共同による着上陸及び陸上戦闘、共同巡航訓練等を実施する。
同訓練参加中の6月18日、寄港していたオーストラリアのブリスベンを出港のため、タグボートにえい航されて向きを変えようとしたところ、港の岸壁に衝突した。船体後部の扉が壊れ、岸壁も破損した。
2022年夏より、自衛隊海上輸送群の設立のため、陸上自衛隊員の乗り組みが開始される。
2022年9月16日から19日にかけて、日本周辺（太平洋上）訓練海空域及び沼津海浜訓練場において米海軍強襲揚陸艦「トリポリ」、ドック型輸送揚陸艦「ラシュモア」、LCU、MH-60Sと日米共同訓練（輸送特別訓練）を実施する。訓練項目はビーチング訓練、捜索救難訓練及びPHOTOEXの予定。当初は僚艦「おおすみ」が参加予定であったが、本艦に変更されたことが、9月15日に海上幕僚監部から発表された。
同年11月8日から11月15日にかけて、関東南方海域において実施される日米印豪共同訓練（マラバール2022）に護衛艦「たかなみ」・「しらぬい」・「ひゅうが」、補給艦「おうみ」、潜水艦、P-1哨戒機、UP-3D多用機、特別警備隊とともに参加する。米海軍からは空母「ロナルド・レーガン」、巡洋艦「チャンセラーズビル」、駆逐艦「ミリウス」、P-8A哨戒機、特殊作戦部隊が、インド海軍からはフリゲート「シヴァリク」、コルベット「カモルタ」、P-8I、特殊作戦部隊、オーストラリア海軍からはフリゲート「アランタ」、補給艦「ストルワート」、潜水艦、オーストラリア空軍からはP-8Aが参加し、各種戦術訓練（対潜戦、対空戦、洋上補給等）を実施する。
2024年3月7日から3月16日にかけて、九州西方及び東シナ海から沖縄周辺海空域においてLCAC、掃海艦「えたじま」とともに日米共同訓練を実施する。米海軍からは強襲揚陸艦「アメリカ」、ドック型輸送揚陸艦「グリーンベイ」、掃海艦「ウォーリア」、LCAC、MH-60Sが参加し、クロスデッキ、船舶誘導訓練、立入検査訓練、LCAC整備訓練、PHOTOEX等を実施する。
同年5月3日、令和6年度インド太平洋方面派遣（IPD24）第1水上部隊として呉基地から出国した。同年5月14日から16日にかけて、マジュロ及び同周辺海域において、海上保安庁と連携してマーシャル諸島共和国海上警察と親善訓練を実施した。海自からはほかに横須賀海上訓練指導隊が参加し、航行訓練、立入検査訓練、海上保安庁主催救難訓練を実施した。同年5月27日から6月8日にかけて、フランス領ポリネシア及び同周辺海域において実施されるポリネシア駐留仏軍主催HA/DR多国間訓練「MARARA24」にLCAC2隻とともに参加する。訓練の概要は島嶼における人道支援・災害救援活動に関する多国間指揮所訓練及び実動訓練。
同年6月11日、タヒチ周辺海域においてフランス海軍哨戒艦「ブーゲンビル」と日仏共同訓練（オグリ・ヴェルニー24）を実施した。訓練項目は戦術運動、PHOTOEX。
同年6月27日から8月2日にかけて、インド太平洋方面派遣（IPD24）第2水上部隊の護衛艦「はぐろ」とともにハワイ諸島及び同周辺海空域等において実施される米海軍主催多国間共同訓練（RIMPAC2024）に参加する。訓練項目は各種戦術訓練（対潜戦訓練、ミサイル射撃訓練等）及びHA/DR訓練（Humanitarian Assistance/Disaster Relief：人道支援・災害救援）。7月12日、米海軍作戦部長リサ・フランケッティ大将が乗艦し、人道支援・災害救援活動に従事している様子を視察した。同年8月25日、呉に帰港した。
2024年11月には、乗組員140人のところ、うち陸自要員が50人を占めた。
2025年2月19日から3月2日にかけて、沖縄周辺海空域において実施される日米共同訓練に掃海艦「あわじ」、掃海艇「ちちじま」とともに参加する。米海軍からは強襲揚陸艦「アメリカ」、ドック型輸送揚陸艦「ラッシュモア」、遠征用海上基地艦「ジョン・Ｌ・キャンリー」、掃海艦「ウォーリア」が参加し、船舶誘導訓練、PHOTOEX等を実施する。

### 歴代艦長
| 代 | 氏名       | 在任期間              | 出身校・期 | 前職                                    | 後職                                                     | 備考                           |
| -- | ---------- | --------------------- | ---------- | --------------------------------------- | -------------------------------------------------------- | ------------------------------ |
| 01 | 米田直人   | 2003.2.26 - 2005.7.31 | 防大18期   | くにさき艤装員長                        | 大湊海上訓練指導隊司令                                   |                                |
| 02 | 山縣克幸   | 2005.8.1 - 2006.12.5  | 防大20期   | 自衛艦隊司令部                          | 第26護衛隊司令                                           |                                |
| 03 | 肝付隆治   | 2006.12.6 - 2009.3.24 | 防大23期   | おおすみ運用長 兼 副長                  | むろと艦長                                               | 就任時2等海佐 2008.7.1 1等海佐 |
| 04 | 川波辰男   | 2009.3.25 - 2010.8.22 | 防大25期   | 海上自衛隊幹部候補生学校主任教官        | ましゅう艦長                                             | 就任時2等海佐 2010.7.1 1等海佐 |
| 05 | 鍜治次郎   | 2010.8.23 - 2012.4.22 | 防大26期   | 横須賀海上訓練指導隊 指導部砲雷科長     | 自衛艦隊司令部幕僚                                       | 就任時2等海佐 2011.7.1 1等海佐 |
| 06 | 岡田岳司   | 2012.4.23 - 2013.8.29 | 防大31期   | 統合幕僚学校教官                        | ひゅうが艦長                                             |                                |
| 07 | 笹野英夫   | 2013.8.30 - 2015.4.23 |            | 第1術科学校総務部総務課長               | 舞鶴海上訓練指導隊                                       | 2等海佐                        |
| 08 | 伊保之央   | 2015.4.24 - 2017.3.30 | 防大31期   | 護衛艦隊司令部                          | 海洋業務・対潜支援群司令部付 →2017.4.6 第1海洋観測隊司令 | 就任時2等海佐 2016.7.1 1等海佐 |
| 09 | 小山雅弘   | 2017.3.31 - 2018.7.31 | 防大33期   | ぶんご艦長                              | 掃海隊群司令部作戦主任幕僚                               | 就任時2等海佐 2017.7.1 1等海佐 |
| 10 | 松尾 淳    | 2018.8.1 - 2019.9.1   | 防大35期   | 護衛艦隊司令部                          | 横須賀地方総監部監察官                                   |                                |
| 11 | 樋之口和隆 | 2019.9.2 - 2020.11.30 | 防大32期   | 横須賀海上訓練指導隊副長 兼 指導部長    | 海上自衛隊東京業務隊付 →2020.12.12 退職                  | 2等海佐                        |
| 12 | 髙岡 智    | 2020.12.1 - 2023.3.6  |            | 舞鶴地方総監部監察官                    |                                                          | 2等海佐                        |
| 13 | 鈴木隆弘   | 2023.3.7 - 2025.5.11  | 防大37期   | 水上戦術開発指導隊指導部長              |                                                          | 2等海佐                        |
| 14 | 近藤幸司   | 2025.5.12 -           | 防大37期   | うらが艦長 →2025.5.9 掃海隊群司令部勤務 |                                                          | 2等海佐                        |